# Proto-Aurignacien
Het Proto-Aurignacien of Archaïsch Aurignacien is een archeologische cultuur uit het laatpaleolithicum, gerelateerd aan de komst van de moderne mens in Europa rond 42.000 tot 38.000 jaar BP. De cultuur werd voor het eerst geïdentificeerd door Georges Laplace in de abri Mochi van het Balzi Rossi-grottencomplex in Ligurië, en beschreven in Recherches sur l'origine et l'évolution des complexes leptolithiques in 1966.
Het Proto-Aurignacien had mogelijk haar oorsprong in het Emiran of Ahmarian van de Levant. Bij haar aankomst in Europa vertoonde het veel archaïsche kenmerken. Niet overal ging het vooraf aan de volgende fase van het Aurignacien, het vroege Aurignacien (of Aurignacien I). Het wordt vaak gevonden in Zuid-Europa, maar niet in Noord-Europa. Sommige wetenschappers, zoals Nicolas Teyssandier,  zien het Proto-Aurignacien en het vroege Aurignacien dan ook als twee chronologisch en technologisch verschillende tradities. Dit verondersteld de komst in Europa van twee afzonderlijke culturen, het Proto-Aurignacien in het zuiden en het vroege Aurignacien in het noorden, voordat het klassieke Aurignacien zich over heel Europa zou verspreiden.

## Eigenschappen
Het Proto-Aurignacien kenmerkt zich door een seriële splijting van microklingen uit een geprepareerde kern. Protoaurignacien-klingen zijn groter en vaak rechter dan klingen van het klassieke Aurignacien. Een klingenproductie uit gekielde stukken is ook aanwezig. Deze klingen worden vervolgens geretoucheerd om Dufour-klingen of gerugde klingen te verkrijgen. Naast deze microklingen worden er ook grotere afslagen geproduceerd die voornamelijk schrabbers, stekers en geretoucheerde klingen leverde.
Sommige auteurs zien de productie van "Font-Yves-punten" eveneens als kenmerkend voor het Proto-Aurignacien, maar dit wordt betwist door andere auteurs die een onderscheid maken tussen Protoaurignacien-punten en Font-Yves-punten.
De-techniek van het splijten is ook bijzonder:
- semi-roterende unipolaire splijting
- directe percussie door middel van een zachte hamer (hout, gewei, zachte kalksteen)
- het doel van de splijting, namelijk het verkrijgen van dunne en puntige klingen
- de klingen zijn geretoucheerd (Dufour-klingen, Font-Yves-punten, klingen met dunne rug)
- de productie van klingen en microklingen binnen dezelfde productieketen (maar niet altijd).

Dergelijke technieken van het splijten van stenenworden ook gevonden in het Ahmarien van het Nabije Oosten.
Naast stenen gereedschappen vindt men in het Proto-Aurignacien sieraden gemaakt van schelpen, tanden of doorboorde barnsteen, en artefacten van harde dierlijke materialen zoals speerpunten met een gespleten basis uit ivoor of rendiergewei. Ook voorwerpen uit been komen algemeen voor, zowel met een utilitair of decoratief doel.

## Vergelijking met andere culturen
Het Protoaurignacian onderscheidt zich van andere eerdere of gelijktijdige culturen:
- van het middenpaleolithische Moustérien door een volumetrische en seriële splijting van klingen en microklingen, de afwezigheid van de Levalloistechniek, het algemeen voorkomen van beenderen werktuigen (aanwezig maar zeldzamer tijdens het Moustérien) om stenen handmatig te splijten en de aanwezigheid van doorboorde schelpen om halskettingen van te maken
- van het laatpaleolithische Châtelperronien door de afwezigheid van de Châtelperron-punt en de aanwezigheid van de Dufour-kling
- van het laatpaleolithische Uluzzian door de afwezigheid van bipolairensplijting  de aanwezigheid van Dufour-klingen door middel van unipolaire splijting gevolgd door retoucheren
- van het vroege Aurignacien door grotere klingen en veel minder gekielde schrabbers, en ook door zogenaamd Aurignacien-retoucheren. Het vroege Aurignacien bevat minder geretoucheerde klingen.

Het Protoaurignacien staat echter veel dichter bij het vroege Aurignacien dan bij andere culturen. Beide delen een gemeenschappelijke technologische en culturele achtergrond, en geen enkel kenmerk dat specifiek is voor de een, is volledig afwezig bij  de ander. Het verschil zit hem eerder in de keuze van de lithische typologie: het Proto-Aurignacien produceerde bijvoorbeeld meer grote geretoucheerde klingen en het vroege Aurignacien meer gekielde schrabbers en punten met gespleten basis. Deze typologische keuzes zijn echter zeer homogeen, waardoor het gemakkelijk is om de culturen te onderscheiden.
Het Moustérien daarentegen verschilt sterk van alle Aurignacische culturen en is gerelateerd aan de culturen van het middenpaleolithicum. Het Châtelperronien en Uluzzian, hoewel behorend tot het laatpaleolithicum, hebben meer gemeen met elkaar dan met de Aurignacien, zoals het behoud van enkele elementen van het Moustérien, waardoor ze als overgangsindustrieën gekarakteriseerd kunnen worden.

## Verspreiding
Het Proto-Aurignacien komt voornamelijk voor in Zuid-Europa:
- langs de westelijke Middellandse Zee, van Gibraltar tot Toscane en de Adriatische kust
- in Frankrijk, in het hele zuiden (Aquitaine, Pyreneeën, Occitanië, Provence), de Atlantische kust tot aan Bretagne, en het centrum (ten zuiden van het Parijse bekken); anderzijds is het afwezig in de regio Lyonnaise en de Auvergne
- in Spanje, aan de Middellandse Zeekust maar ook in de Cantabrische regio en Baskenland

Sommige auteurs rekenen enige sites langs de Donau-vallei, zoals Krems-Hundssteig in Oostenrijk, Tincova in de Roemeense  Banaat, en Kozarnika in Bulgarije, ook tot het Proto-Aurignacien. In deze gevallen worden de Font-Yves-punten echter vervangen door Krems-punten. Dit maakt het mogelijk om het Proto-Aurignacien in verband te brengen met het Ahmarian in het Nabije Oosten en zelfs met het Baradostian in Irak en Iran. 

## Datering
Toenemende vondsten van sites met Protoaurignacien-niveaus maken het mogelijk een datering te geven tot ongeveer 41.000 BP. De koolstof-14-dateringen geven echter vaak grote meetonzekerheden: bijvoorbeeld bij de Grotte Morin leverde de koolstof-14-datering van 6 kolen uit de lagen 8 en 9 een bereik op van 44.399 tot 29.420 jaar cal. BP. Bij de La Fabbrica-grot in Toscane kon men vaststellen dat de Uluzzian- en Protoaurignacian-niveaus er waren vóór de ignimbritische uitbarsting van Campi Flegrei, precies gedateerd op 39.280 ± 110 jaar cal. BP. De ondergrens voor het einde van het Proto-Aurignacien in Italië ligt daarom bij ongeveer 39.000 jaar BP. Het begin van het Proto-Aurignacian ligt tussen 43.500 jaar en 41.000 jaar cal. BP, waarbij de waarde 42.000 jaar cal. BP het meest algemeen wordt geaccepteerd.
Tijdens de overgang van het midden- naar het laatpaleolithicum volgde het Proto-Aurignacien meestal niet direct op het Moustérien, maar op het Uluzzien in Italië en het Châtelperronien in Frankrijk en Spanje. Alleen in de Provence en het Rhônedal volgde zij direct op het late Moustérien. Het Proto-Aurignacien wordt over het algemeen opgevolgd door het vroege Aurignacien.
Sommige sites waar het vroege Aurignacien voorkwam zonder een voorafgaand Proto-Aurignacien, zoals Geißenklösterle in de Schwäbische Alb in Duitsland, en Willendorf II (pl) nabij de Donau, zouden tussen 42.000 en 43.000 jaar v.Chr. gedateerd zijn, en daarmee ouder zijn dan het Proto-Aurignacien. Deze dateringen worden echter in twijfel getrokken, en de sites zouden niet ouder zijn dan 40.000 jaar, wat betekent dat het vroege Aurignacien gelijktijdig of later dan het Protoaurignacien, maar niet eerder. Op plaatsen waar beide culturen aanwezig zijn in de stratigrafische niveaus, bevindt het vroege Aurignacien zich altijd boven het Proto-Aurignacien, dat wil zeggen later dan de laatste.